# فهرست بزرگ‌ترین شرکت‌های اینترنتی
این صفحه فهرستی از بزرگترین شرکت‌های اینترنتی فعال در زمینه اینترنت را شامل می‌شود که بر پایۀ میزان درآمد سالیانه و ارزش بازار سرمایۀ آن‌ها رتبه‌بندی شده‌اند. لازم به ذکر است که این فهرست فقط مربوط به شرکت‌هایی است که بخش بزرگ‌تری از درآمد خود را از فضای اینترنت کسب نموده‌اند و شرکت‌هایی که در زمینه فناوری اطلاعات یا شرکت‌های ارائه خدمات اینترنتی فعالیت می‌کنند را شامل نمی‌گردد. جهت مشاهده فهرست‌های عمومی‌تر فهرست بزرگترین شرکت‌های فناوری اطلاعات را مشاهده نمایید.

## برچسب‌ها
| عنوان      | توضیحات                                                    |
| ---------- | ---------------------------------------------------------- |
| رتبه       | رتبه شرکت‌ها بر پایۀ درآمد                                  |
| شرکت       | نام شرکت                                                   |
| صنعت       | حوزۀ فعالیت                                                |
| درآمد      | میزان درآمد سالیانه شرکت، بر پایه میلیارد دلار در سال مالی |
| سال        | سال مالی داده‌های ذکر شده                                   |
| ارزش بازار | میزان ارزش بازار سرمایه شرکت بر پایه میلیارد دلار          |
| دفتر مرکزی | محل استقرار دفتر مرکزی شرکت                                |
| منابع      | منابع و پانویس‌ها                                           |

## فهرست
| زتبه | شرکت                | شرکت           | صنعت             | درآمد (میلیارد دلار) | سال  | کارکنان | ارزش بازار (میلیارد دلار) | دفتر مرکزی                                    | منبع   |
| ---- | ------------------- | -------------- | ---------------- | -------------------- | ---- | ------- | ------------------------- | --------------------------------------------- | ------ |
| ۱    | ایالات متحده آمریکا | آمازون.کام     | تجارت الکترونیکی | $۱۰۷                 | ۲۰۱۵ | ۲۳۰٬۸۰۰ | $۳۲۹٫۷                    | سیاتل، واشینگتن، ایالات متحده آمریکا          | [ ۱ ]  |
| ۲    | ایالات متحده آمریکا | گوگل           | جستجوی اینترنتی  | $۷۴٫۹۸               | ۲۰۱۵ | ۶۱٬۸۱۴  | $۴۹۳٫۲                    | مانتین ویو، ایالات متحده آمریکا               | [ ۲ ]  |
| ۳    | چین                 | JD.com         | تجارت الکترونیکی | $۲۸٫۸۳               | ۲۰۱۵ | ۱۰۵٬۹۶۳ | $۳۴٬۱۴                    | سن‌خوزه، کالیفرنیا، ایالات متحده آمریکا        | [ ۳ ]  |
| ۴    | ایالات متحده آمریکا | فیسبوک         | اجتماعی          | $۱۷٫۹۳               | ۲۰۱۵ | ۱۲٬۶۹۱  | $۳۳۲٫۱                    | سن‌خوزه، کالیفرنیا، ایالات متحده آمریکا        | [ ۴ ]  |
| ۵    | چین                 | تنسنت          | تجارت الکترونیکی | $۱۵٫۸۴               | ۲۰۱۵ | ۱۲٬۶۹۱  | $۳۳۲٫۱                    | شنژن، گوانگژونگ، چین                          | [ ۵ ]  |
| ۶    | چین                 | گروه علی‌بابا   | تجارت الکترونیکی | $۱۲٫۲۹               | ۲۰۱۵ | ۲۶٬۰۰۰  | $۲۰۴٬۸                    | هانگژو، ژیجیانگ، چین                          | [ ۶ ]  |
| ۷    | چین                 | بایدو          | جستجوگر          | $۱۰٫۵۶               | ۲۰۱۵ | ۴۱٬۴۶۷  | $۶۲٬۲۷                    | پکن، چین                                      | [ ۷ ]  |
| ۸    | ایالات متحده آمریکا | Priceline.com  | سفر              | $۹٫۲۲                | ۲۰۱۵ | ۹٬۰۰۰   | $۶۳٫۸۳                    | نورواک، ایالات متحده آمریکا                   | [ ۸ ]  |
| ۹    | ایالات متحده آمریکا | ای‌بی           | تجارت الکترونیکی | $۸٫۵۹                | ۲۰۱۵ | ۳۴٬۶۰۰  | $۲۶٫۹۸                    | سن‌خوزه، کالیفرنیا، ایالات متحده آمریکا        | [ ۹ ]  |
| ۱۰   | ایالات متحده آمریکا | نتفلیکس        | پورتال اینترنت   | $۶٫۷۷                | ۲۰۱۵ | ۳٬۵۰۰   | $۴۱٫۸۹                    | لوس گاتوس، کالیفرنیا، ایالات متحده آمریکا     | [ ۱۰ ] |
| ۱۱   | ایالات متحده آمریکا | اکسپدیا        | سفر              | $۶٫۶۷                | ۲۰۱۵ | ۱۸٬۰۰۰  | $۱۶٫۶۱                    | بلویو، واشینگتن، ایالات متحده آمریکا          | [ ۱۱ ] |
| ۱۲   | ژاپن                | راکوتن         | تجارت الکترونیکی | $۶٫۳                 | ۲۰۱۵ | ۱۲٬۹۸۱  | $۱۳٫۰۶                    | توکیو، ژاپن                                   | [ ۱۲ ] |
| ۱۳   | ایالات متحده آمریکا | Salesforce.com | فضای اینترنتی    | $۵.۳۷                | ۲۰۱۵ | ۱۶٬۲۲۷  | $۴۷٫۸۹                    | سان فرانسیسکو، ایالات متحده آمریکا            | [ ۱۳ ] |
| ۱۴   | ایالات متحده آمریکا | یاهو!          | پورتال اینترنت   | $۴٫۹۷                | ۲۰۱۵ | ۱۲٬۵۰۰  | $۳۶٫۳۴                    | سانی‌ویل، کالیفرنیا، ایالات متحده آمریکا       | [ ۱۴ ] |
| ۱۵   | چین                 | نت‌ایز          | خدمات آنلاین     | $۳٫۶۳                | ۲۰۱۵ | ۱۲٬۹۱۹  | $۲۲٫۶۵                    | گوانگژو، چین                                  | [ ۱۵ ] |
| ۱۶   | ایالات متحده آمریکا | گروپون         | تجارت الکترونیک  | $۳٫۱                 | ۲۰۱۵ | ۱۰٬۰۰۰  | $۱٬۹۶                     | شیکاگو، ایلینوی، ایالات متحده آمریکا          | [ ۱۶ ] |
| ۱۷   | ایالات متحده آمریکا | لینکدین        | اجتماعی          | $۲٫۹۹                | ۲۰۱۵ | ۸٫۳۷۵   | $۱۷٫۴۸                    | مانتین ویو، کالیفرنیا، ایالات متحده آمریکا    | [ ۱۷ ] |
| ۱۸   | ایالات متحده آمریکا | توییتر         | اجتماعی          | $۲٫۲۲                | ۲۰۱۵ | ۳٬۶۳۸   | $۱۰٫۲۰                    | سان فرانسیسکو، کالیفرنیا، ایالات متحده آمریکا | [ ۱۸ ] |
| ۱۹   | ایالات متحده آمریکا | TripAdvisor    | سفر              | $۱٫۵                 | ۲۰۱۵ | ۲٬۷۹۳   | $۸٫۵۵                     | نیوتون، ماساچوست، ایالات متحده آمریکا         | [ ۱۹ ] |
| ۲۰   | بریتانیا            | ASOS.com       | تجارت الکترونیک  | $۱٫۴۰                | ۲۰۱۴ | ۷٬۵۰۰   | $۴٫۸                      | لندن، انگلستان                                | [ ۲۰ ] |
| ۲۱   | روسیه               | یاندکس         | جستجو            | $۰٫۹                 | ۲۰۱۴ | ۵٬۵۱۴   | $۶٫۱۵                     | مسکو، روسیه                                   | [ ۲۱ ] |